# Чемпионат России по женской борьбе 2012
Чемпионат России по женской борьбе 2012 года проходил с 30 марта по 2 апреля в Орехово-Зуево.

## Медалисты
| Весовая категория | Золото                                  | Серебро                         | Бронза                                                        |
| ----------------- | --------------------------------------- | ------------------------------- | ------------------------------------------------------------- |
| До 48 кг          | Надежда Фёдорова Чувашия                | Любовь Сальникова Кемерово      | Любовь Кузьмина Москва, Бурятия Елена Вострикова Красноярск   |
| До 51 кг          | Алёна Адашинская Брянск                 | Ирина Архипова Москва           | Стальвира Оршуш Бурятия, Иркутск Ольга Оршиш Красноярск       |
| До 55 кг          | Валерия Жолобова Московская область     | Мария Гурова Московская область | Ирина Кисель Кемерово Марина Шишкина Москва                   |
| До 59 кг          | Екатерина Мельникова Якутия             | Наталья Гольц Москва            | Анна Половнева Красноярск Жаргалма Цыренова Москва, Бурятия   |
| До 63 кг          | Анастасия Братчикова Московская область | Анжела Фоменко Москва           | Любовь Волосова Москва, Бурятия Наталья Смирнова Ставрополь   |
| До 67 кг          | Наталья Куксина Кемерово                | Дарима Санжеева Москва, Бурятия | Ирина Богданова Иркутск Наталья Федосеева Кемерово            |
| До 72 кг          | Наталья Воробьёва Санкт-Петербург       | Екатерина Букина Москва         | Елена Перепёлкина Санкт-Петербург Виктория Фролова Красноярск |